# روتال هورن
روتال هورن (به لاتین: Rottalhorn) یک کوه در سوئیس است که در کانتون برن واقع شده‌است. روتال هورن ۳٬۹۷۲ متر بالاتر از سطح دریا واقع شده‌است.